# قلب نحوی
قلب نحوی (به انگلیسی: Scrambling) یک اصطلاح متداول در کاربردشناسی ترتیب کلمات (آرایش جمله) است. در سنت چامسکیایی، فرض می‌شود که هر زبان یک آرایش جملهٔ پایه دارد که بنیاد ساختار جملات آن است، بنابراین گفته می‌شود زبان‌هایی که آرایش‌های متفاوتی را به نمایش می‌گذارند، این آرایش‌ها را از حالت طبیعی «قلب» کرده‌اند. ایدهٔ قلب نحوی از سنت چامسکیایی پیش‌تر رفته و تبدیل به یک مفهوم کلی گشته که به بسیاری آرایش‌های جملهٔ غیرکانونی در زبان‌ها اشاره دارد. قلب نحوی اغلب (نه همیشه) زمانی اتفاق می‌افتد که با گسستگی روبه‌رو هستیم: عبارت قلب شده در فاصله‌ای از هستهٔ خود قرار می‌گیرد، به شکلی که در درخت‌های نحوی با خطوط متقاطع نمایش داده می‌شود. گسستگی‌های قلب نحوی متفاوت از مبتداسازی، پیشایندسازی پرسشواژه و جابه‌جایی جمله‌ی متمم است. قلب نحوی در انگلیسی اتفاق نمی‌افتد، اما در زبان‌هایی که آرایش جملهٔ آزاد دارند، مثل آلمانی، روسی، فارسی و زبان‌های ترکی بسیار متداول است.

## مثال
(۱) الف. آریا کتاب را به نازنین داد.
ب. کتاب را آریا به نازنین داد.
ج. به نازنین آریا کتاب را داد.
د. کتاب را به نازنین آریا داد.
ه. آریا به نازنین کتاب را داد.
و. آریا کتاب را داد به نازنین.
- در جمله (۱) ب مفعول مستقیم و در جمله (۱) ج مفعول غیرمستقیم به ابتدای جمله حرکت کرده‌اند. البته نوع این دو حرکت تفاوت‌هایی دارد که در بخش مربوط به تأکید [focus] به آن‌ها اشاره می‌شود.[۱]
- در جملات (۱) ب تا (۱) ه، سازه‌ها به سمت ابتدای جمله حرکت کرده‌اند که در این صورت از قلب نحوی به سمت چپ [scrambling leftward] صحبت می‌شود. البته ذکر این نکته ضروری است که جهت حرکت بر اساس خط لاتین یا الفبای آوانگار است.
- در جمله (۱)و، سازه مقلوب به انتهای جمله حرکت کرده‌است که از آن به عنوان قلب نحوی به سمت راست [scrambling rightward] یاد می‌شود (ماهاجان ۱۹۹۷ .(از طرف دیگر در (۱) ب و ج، فقط یک سازه جابجا شده‌است،
- در صورتی که در (۱)۱د، بیش از یک سازه جابجا شده‌است که از آن تحت نام قلب نحوی چندگانه [scrambling multiple] یاد می‌شود.

جملات (۱) از مواردی بودند که در آنها قلب نحوی در سطح یک جمله ساده انجام شده‌است که به قلب نحوی کوتاه [scrambling distance short] معروف است. در حالی که قلب نحوی می‌تواند فراتر از یک بند ساده، و از درون بند پیرو به بند پایه نیز صورت گیرد که به قلب نحوی دوربرد [scrambling distance long] معروف است
- .(جملات (۲)ب و ج نمونه‌هایی از قلب نحوی دوربرد هستند.

(۲) الف. می‌دانم که آریا کتاب را به نازنین داده‌است.
ب. کتاب را می‌دانم که آریا به نازنین داده‌است.
ج. به نازنین می‌دانم که آریا کتاب را داده‌است.